# Zwiebelhacker

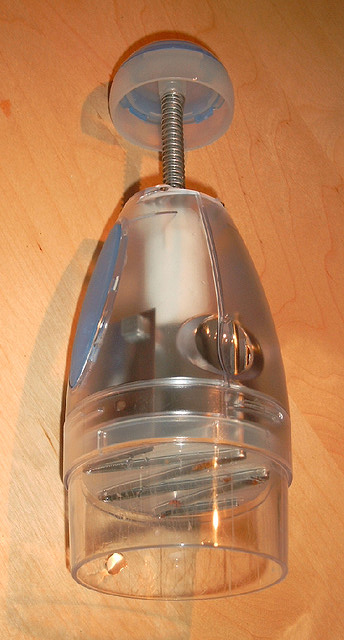
Kräuterhacker

Ein Zwiebelhacker (manchmal auch als Zyliss benannt, nach der gleichnamigen Firma, die dieses Gerät 1953 erfunden hat) ist ein Küchengerät zum Zerkleinern von Zwiebeln und Küchenkräutern.
Ein Zwiebelhacker ist sehr einfach aufgebaut: Er besteht aus einem zylinderförmigen Körper, einem im Zickzack gebogenen Messer sowie einem Griff, mit dem die Messer betätigt werden. Durch Drücken des Griffs wird das Messer nach unten bewegt und zerteilt das Hackgut. Bei Loslassen bewirkt eine Rückzugsfeder in Verbindung mit einem spiralförmigen Mechanismus, dass die Messer leicht um die Achse gedreht und durch eine Abstreifplatte geführt werden, so dass das Hackgut vor dem Messer zurückbleibt und beim nächsten Herunterdrücken des Messers in einem anderen Winkel durchschnitten wird.
Professionelle Köche lehnen Zwiebelhacker wegen der ungleichmäßigen und eher groben Zwiebelstücke ab, auch werden die Zwiebeln beim Hacken leicht gequetscht, was dazu führt, dass die Zwiebel einen etwas bitteren Geschmack annimmt.